# Pitama
Pitama is een geslacht van vlinders van de familie grasmotten (Crambidae), uit de onderfamilie Odontiinae.

## Soorten
- P. hermesalis Walker, 1859
- P. lativitta Moore, 1888